# Escuela de Edesa
La Escuela de Edesa (en siríaco: ܐܣܟܘܠܐ ܕܐܘܪܗܝ) fue una escuela de teología cristiana de gran importancia para el mundo de habla siríaca. Había sido fundada ya en el siglo II por los reyes de la Dinastía Abgar. En el año 363, Nisibis cayó en manos de los persas, lo que hizo que San Efrén el Sirio, acompañado de varios maestros, abandonara la Escuela de Nísibis. Se dirigieron a Edesa, donde Efrén asumió la dirección de su escuela. Entonces, su importancia creció aún más. En Edesa había innumerables monasterios que albergaban a muchos monjes. Efrén ocupó una celda allí, practicando la vida ascética, interpretando la Sagrada Escritura, componiendo poesía e himnos y enseñando en la escuela, además de instruir a las jóvenes en la música eclesiástica.
El primer director de la Escuela de Edesa del que se tiene constancia fue Qiiore, a principios del siglo V. Tenía cualidades  ascéticas y eruditas y capacidad administrativa. Ocupando la cátedra de exégesis (mepasqana), sustituyó los textos de Efraín por los de Teodoro de Mopsuestia. Con esa decisión seminal, Qiiore se embarcó en un curso de estudio que iba a mezclar los principios deductivos de Aristóteles con el  credo dicofísico de Teodoro.
En el año 489, tras el cisma nestoriano, el emperador bizantino Zeno, actuando por consejo del obispo Ciro II de Edesa, ordenó el cierre sumario de la escuela por sus enseñanzas de la  doctrina nestoriana. Sus estudiosos se trasladaron de nuevo a la Escuela de Nisibis.

## Personas
Las siguientes personas están asociadas a la Escuela de Edesa:
- Barhadbshabba Arbaya, historiador de la escuela (c.600)
- Barsauma, estudiante y maestro (fl. 489)
- Elishaʿ bar Quzbaye, estudiante (principios del siglo V)
- Efrén el Sirio, maestro (años 360)
- Ibas de Edesa, jefe (principios del siglo V)
- Jacobo de Sarug, estudiante (finales del siglo V)